# Prîstanțiine, Malîn
Prîstanțiine (în ucraineană Пристанційне) este un sat în așezarea urbană Ciopovîci din raionul Malîn, regiunea Jîtomîr, Ucraina.

## Demografie
Componența lingvistică a localității Prîstanțiine
     Ucraineană (99,13%)
     Alte limbi (0,87%)
Conform recensământului din 2001, majoritatea populației localității Prîstanțiine era vorbitoare de ucraineană (99,13%), existând în minoritate și vorbitori de alte limbi.